# Vĩnh Hào
Vĩnh Hào là một xã thuộc huyện Vụ Bản, tỉnh Nam Định, Việt Nam.
Xã có diện tích 6,46 km², dân số năm 1999 là 5.605 người, mật độ dân số đạt 868 người/km².